# Chant No. 1 (I Don't Need This Pressure On)
Chant No. 1 (I Don't Need This Pressure On) is een nummer van de Britse new-waveband Spandau Ballet. Het is geschreven door gitarist Gary Kemp die ook de rap op het einde verzorgt, en geproduceerd door Richard James Burgess. Het werd 10 juli 1981 uitgebracht als voorbode van het tweede album Diamond.

## Achtergrond
Spandau Ballet werd in eerste instantie tot de New Romantics gerekend, maar tijdens de opnamen van het debuutalbum Journeys to Glory raakte gitarist en songschrijver Gary Kemp geïnteresseerd in de Britfunkscene die vanuit de Londense wijk Soho opbloeide. en schreef hij Glow ("Amerikaans aandoende funk, maar nog altijd met blanke teksten") dat voorjaar 1981 de dubbele A-kant werd van Muscle Bound, de derde single van Journeys to Glory. Tijdens de promotie van deze dubbele single kwam het tot een ontmoeting met Beggar & Co tegen en ontstond het idee om de blazers van deze jazz-funkformatie  mee te laten spelen op de volgende Spandau-single. Dit resulteerde in Chant No.1, een eerbetoon aan Le Beat Route, een trendy uitgaansclub waar veel funk werd gedraaid. Kemp liet zich inspireren door Wheel Me Out van Was (Not Was), de publieksfavoriet aldaar, en door Richard Elms die de groepsnaam bedacht; tevens voegde hij een rap toe waardoor Chant No. 1 een van de weinige nummers werd waarin hij ook solo als zanger te horen is.  
De bijbehorende videoclip is geregisseerd door Russell Mulcahy die ook voorganger Muscle Bound voor zijn rekening had genomen; zanger Tony Hadley rijdt hierin naar Le Beat Route en wordt begroet door de eigenaar alvorens hij zich bij de overige bandleden op het podium voegt. In het tussenstuk is er op de tv van de club een bokswedstrijd van Muhammad Ali te zien zijn en een foto van Lenin doorspekt met de bezitter, DJ Steve Lewis, die de rapsolo playbackt. Ook dit was een idee van Kemp in de veronderstelling dat de foto aansloot bij de politieke opvattingen van Lewis.  

## Hitnoteringen
Chant No. 1 haalde de derde plaats in de Britse hitlijst; ook in Ierland en Frankrijk werd het een top 10-hit. In Nederland, waar de grote successen pas later kwamen, werd de single de eerste top 40-notering.

## Samples
Chant No 1 groeide uit tot een liveklassieker en werd gesampeld door de volgende artiesten;
- Jump - Funkatarium uit 1992
- Tag Team - Whoomp! (There It Is) uit 1993
- 2 Live Crew - We Want Some Pussy Dicks uit 1998
- Didier Sinclair & DJ Chris Pi - Groove 2 Me uit 1999
- Rui da Silva ft. Cass Fox - Touch Me uit 2000

## Gebruik in de media
De single kwam opnieuw in de belangstelling toen de BBC het in 2009 gebruikte in de promotiefilmpjes van de serie Ashes to Ashes die zich begin jaren 80 afspeelt. Vlak daarna kondigde Spandau Ballet een reünie aan .